# Лустюк Захар Олегович
Лустюк Захар Олегович  (17 вересня 2010, Рівне) — український спідвейний гонщик, переможець та  призер чемпіонатів України, вихованець рівненського спідвею. 

## Кар'єра
Спідвеєм почав займатися в 9 років. Перший тренер — Ігор Кирилович Звєрєв.
Учасник чемпіонату світу SGP4.
Учасник Кубка Світу FIM Track Racing Youth Gold Trophy (125cc).
Учасник Кубка Європи EUROPEAN 125cc YOUTH TRACK RACING CUP 2022.

## Досягнення

### В Україні
- Чемпіон України серед юнаків (клас 125 см³) — 2021

- Переможець „Кубка України“ (клас 125 см³) — 2021

- Переможець „Кубка ТСОУ“ (клас 125 см³) — 2022

- Бронзовий призер особистого чемпіонату України серед юнаків — 2023
- Чемпіон України  (клас 250 см³) — 2024

### На міжнародній арені
- EUROPEAN 125cc YOUTH TRACK RACING CUP 2022 — 6 місце
- EUROPEAN 125cc YOUTH TRACK RACING CUP 2023 — 8 місце
- FIM Speedway Youth World Cup (SGP4) 2023 - 13 місце